# Gaetano Filangieri

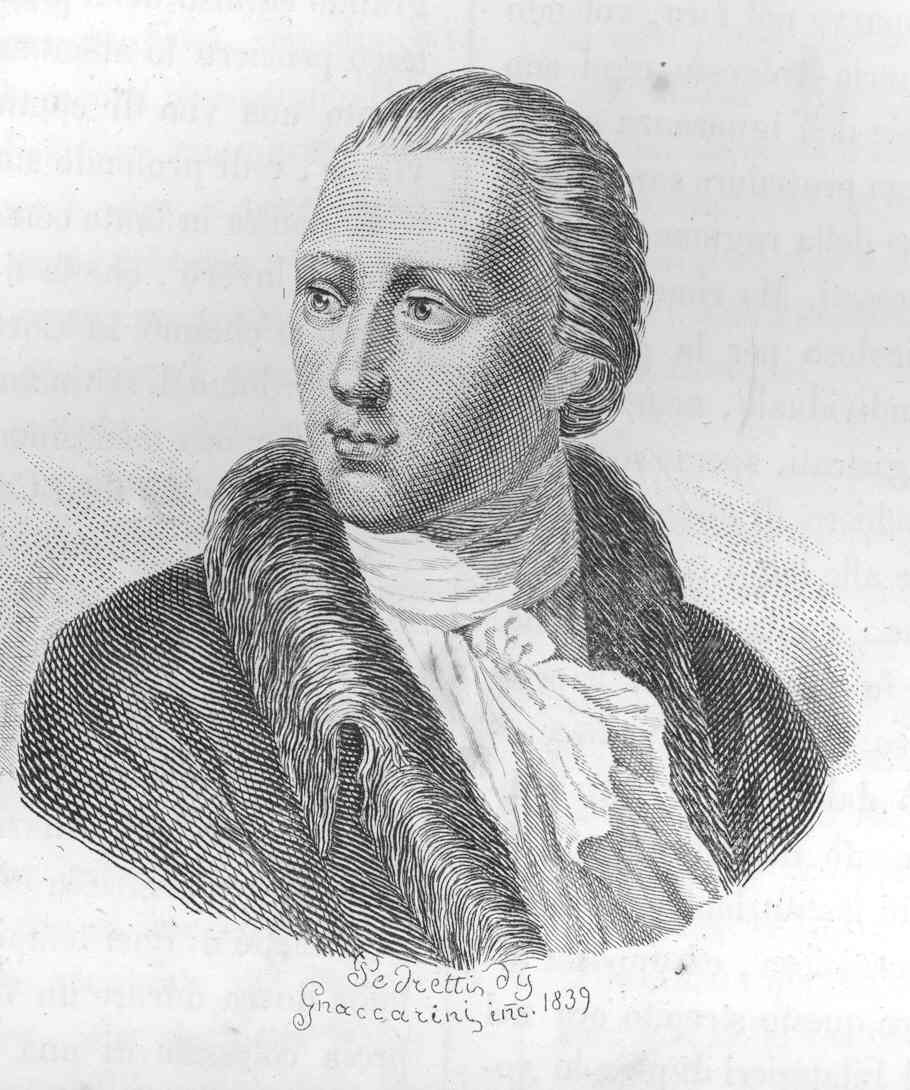
Gaetano Filangieri

Gaetano Filangieri (* 22. August 1752 oder 1753 in San Sebastiano al Vesuvio, nahe Neapel; † 21. Juli 1788 in Vico Equense) war ein italienischer Jurist und Philosoph.

## Leben
Sein Vater, Cesar Filangeri, Fürst von Arianiello, sah für ihn eine militärische Karriere vor, die er im Alter von sieben Jahren begann, aber bald abbrach, um Jurist zu werden. Als Anwalt brachten ihm sein Wissen und seine Eloquenz schnell Erfolg. Seine Unterstützung eines königlichen Dekrets zur Reform des korrupten Gerichtswesens verschaffte ihm die Gunst des Königs, Ferdinand IV., und seines Premierministers Bernardo Tanucci und führte zu mehreren ehrenhaften Ernennungen bei Gericht.
Die ersten Teile seines Werkes La Scienza della legislazione (Die Wissenschaft der Gesetzgebung) erschienen 1780.
Der erste Band befasste sich mit den Regeln der Gesetzgebung im Allgemeinen und der Abschaffung der mittelalterlichen Institutionen, welche die Produktion und den Wohlstand behinderten, während der zweite sich den Fragen der Ökonomie widmete. Diese zwei Bücher zeigen ihn als feurigen Reformer und überzeugten Gegner der Missstände seiner Zeit. Er bestand auf unbeschränktem freiem Handel und der Abschaffung der mittelalterlichen Organisationsstrukturen. Damit hatte er nicht nur in Italien sofort großen Erfolg, sondern auch im gesamten übrigen Europa.
1783 heiratete er eine Gräfin Fremdel aus Preßburg, die von Maria Theresia als Erzieherin der Kinder ihrer Tochter Königin Maria Karolina an den Hof von Neapel geschickt worden war, trat von seinen Ämtern zurück und zog sich nach Cava zurück, um sich der Vervollständigung seiner Arbeit zu widmen. Im selben Jahr erschien sein vollständig der Kriminaljuristikatur gewidmetes drittes Buch. Die Vorschläge, die er in diesem Werk machte, wie die Notwendigkeit von Reformen in der katholischen Kirche, brachten ihm Zensur durch die kirchlichen Autoritäten. Sein Buch wurde 1784 auf den Index der verbotenen Bücher gesetzt.
1785 veröffentlichte er sein dreibändiges viertes Werk über die Themen Ausbildung und Moral.
1787 wurde er von Ferdinand IV. zum obersten Schatzrat ernannt, aber seine durch Überarbeitung im neuen Amt und seine Studien angegriffene Gesundheit zwang ihn zum Rückzug auf das Land bei Vico Equense. Er starb am 21. Juli 1788 plötzlich an Tuberkulose, als er gerade den ersten Teil seines fünften Buches fertigstellte. Er hinterließ Skizzen für sein sechstes Buch.
Nach Angabe der Gaetano Filangieri Philosophical Society war Benjamin Franklin ein leidenschaftlicher Anhänger Filangieris, die beiden korrespondierten von 1780 bis zum Tod Filangieris 1788.
Auch Johann Wolfgang Goethe äußert sich in seinem Buch Italienische Reise respektvoll über Filangieri, in dessen Haus er während seines Aufenthaltes in Neapel im Frühjahr 1787 verkehrte.

## Werke
- Riflessioni politiche su l’ultima legge del sovrano, che riguarda la riforma dell’amministrazione della giustizia, Napoli 1774
- La scienza della legislazione, Napoli 1780–1785
- Reflexiones sobre la libertad del comercio de frutos, Madrid 1784
- Chiesa e convento di S. Lorenzo maggiore in Napoli: descrizione storica ed artistica, Napoli 1833
- L’arte del geometra agrimensore o sia trattato di geometria pratica – note, Napoli 1841
- Il Museo artistico industriale in Napoli: relazione di Gaetano Filangieri, Napoli 1879
- Di alcuni dipinti a fresco in S. Pietro a Maiella scoverti per cura di Gaetano Filangieri principe di Satriano, Napoli 1881
- La testa del cavallo in bronzo già di casa Maddaloni in via Sedile di Nido, ora al Museo Nazionale di Napoli: ricerche di Gaetano Filangieri, Napoli 1882
- Chiesa e convento del Carmine Maggiore in Napoli: descrizione storica ed artistica per Gaetano Filangieri, Napoli 1885
- La famiglia, le case e le vicende di Lucrezia D’Alagno: documenti per Gaetano Filangieri, Napoli 1886
- Catalogo del Museo Civico Gaetano Filangieri principe di Satriano; a cura di B. Capasso, E. Cerillo; con note di G. Filangieri, Napoli 1888
- Chiesa e monastero di S. Gaudioso in Napoli per Gaetano Filangieri, Napoli 1888
- Descrizione storica ed artistica della chiesa e convento di S. Maria delle Grazie Maggiore a Caponapoli per Gaetano Filangieri, Napoli 1888
- Per la morte di Gaetano Del Pezzo marchese di Campodisola, Napoli 1889
- Proposte al real governo per la istituzione di addetti industriali e commerciali presso i consolati d’Italia all’estero per Gaetano Filangieri, Napoli 1889
- Indice degli artefici delle arti maggiori e minori la più parte ignoti o poco noti ai napoletani e siciliani si delle altre regioni d’Italia o stranieri che operarono tra noi con notizia delle loro opere e del tempo del loro esercizio da studii e nuovi documenti raccolti e pubblicati per cura di Gaetano Filangieri, Napoli
- Il mondo nuovo e le virtu civili: l’epistolario di Gaetano Filangieri 1772–1788, Napoli 1999